# Herman Koch
Pour les articles homonymes, voir Koch.
Herman Koch (né le 5 septembre 1953 à Arnhem) est un romancier et acteur néerlandais. Il est aussi connu pour ses éditoriaux dans le journal de Volkskrant, ainsi que comme réalisateur d'émissions de télévision.
Koch écrit aussi sous le pseudonyme de Menno Voorhof.
De 1990 à 2005, il est acteur et scénariste de la série humoristique Jiskefet diffusée sur VPRO.
Son roman Le Dîner (Het diner) remporte le Prix du public pour un roman néerlandais (Publieksprijs voor het Nederlandse boek) en 2009. Il se vend à plus d'un million d'exemplaires et fournit le sujet aux films Le Dîner (en) et I nostri ragazzi.

## Œuvres
- De voorbijganger, recueil de nouvelles (1985)
- Red ons, Maria Montanelli, roman (1989)
- Hansaplast voor een opstandige, nouvelles publiées sous le pseudonyme de Menno Voorhof (1991)
- Eindelijk oorlog, roman (1996)
- Geen agenda, nouvelles (1998)
- Het evangelie volgens Jodocus, éditoriaux (1999)
- Eten met Emma, roman (2000)
- Schrijven & drinken, recueil de nouvelles (2001)
- Dingetje, éditoriaux (2001)
- Alle verhalen, recueil de nouvelles (2003)
- Odessa Star, roman (2003)
- Denken aan Bruce Kennedy, roman (2005)
- Het diner, roman (2009)
- De ideale schoonzoon, éditoriaux (2010)
- Zomerhuis met zwembad, roman (2011)
- Korte geschiedenis van het bedrog, de verhalen, recueil de nouvelles (2012)
- De greppel, roman (2016)
- Finse dagen, roman (2020)
- Een film met Sophial, roman (2021)

## Œuvres traduites en français
- Le Dîner, (Het diner, 2009), trad. d’Isabelle Rosselin, Paris, Éditions Belfond, coll. « Littérature étrangère », 2011, 329 p.  (ISBN 978-2-7144-4664-0)
- Villa avec piscine, (Zomerhuis met zwembad, 2011), trad. d’Isabelle Rosselin, Paris, Éditions Belfond, coll. « Littérature étrangère », 2013, 444 p.  (ISBN 978-2-7144-5238-2)
- Cher Monsieur M., (Geachte heer M., 2014), trad. d’Isabelle Rosselin, Paris, Éditions Belfond, coll. « Littérature étrangère », 2016, 469 p.  (ISBN 978-2-7144-5952-7)
- Le Fossé, (De greppel, 2016), trad. d'Isabelle Rosselin, Paris, Éditions Belfond, coll. « Littérature étrangère », 2019, 301 p.  (ISBN 978-2-7144-7826-9)
- Jours de Finlande, (Finse dagen, 2020), trad. d'Isabelle Rosselin, Paris, Éditions Belfond, coll. « Littérature étrangère », 2022, 272 p.  (ISBN 978-2-7144-9445-0)